# 马扎罗内
马扎罗内（義大利語：Mazzarrone），是意大利西西里大区卡塔尼亞廣域市的一个市镇。总面积33平方公里，人口3903人，人口密度118.3人/平方公里（2009年）。ISTAT代码为087056。